# Амореї
Амореї, аморити (аккадською amurru, шумерською martu; самоназва «сутії», тобто нащадки легендарного праотця Суту; він же Сіф в синодальному перекладі Біблії, Шет в єврейських текстах) — кочові західносемітські народи та політичні утворення стародавньої Західної Азії, які стали домінувати в Сирії та Месопотамії на початку ІІ тис. до н.е.

## Походження
Виділились з родинного семітського племінного середовища на південних рубежах Месопотамії на початку ІІІ тис. до н.е., коли від них відселились на захід предки Ханаанеїв. З середини ІІІ тис. до н.е. відомі як південні сусіди шумерів. Первісною територією амореїв, межі якої невідомі, був посушливий степ Внутрішньої Сирії. У XXIV ст. до н.е. в текстах Ебли згадується царство Амуррум, розташоване на південь від Ебли. У текстах урбанізованої Месопотамії амореїв часто зображують як нецивілізованих і непокірних кочівників, як це показано в шумерському міфі «Шлюб Марту». Однак, хоча вони були переважно кочовими скотарями, вони, безумовно, також мали міста, осілі та мобільні компоненти населення утворювали симбіоз у диморфному суспільстві. Не треба думати, що племена амореїв в Месопотамії утворили якусь єдність. Ситуація була подібна до шумерських міст-держав досаргонівського періоду.
В архівах Марі (XVIII ст до н.е.) та сама назва позначає область між містами Катна та Хацор, де матеріальна культура підтверджує зв'язки з сирійським Левантом. У пізній бронзовій добі в районі Ансарії було засновано царство під назвою Амурру, але його спорідненість з ранніми амореями сумнівна.
Західносемітська аморейська мова відрізняється від аккадської: народжений в Аккаді Ясмах-Адад правитель Марі (XVIII ст до н.е.), хоча й був аморейського походження, не розумів амореїв і потребував перекладачів. Аморейська мова відома лише з ономастики та окремих лексичних записів, оскільки вона ніколи не використовувалася як мова письма.

## Історія
Близько початку XXII ст. до н.е. деякі групи амореїв вирушили в міграцію, ймовірно, через нестачу пасовищ, спричинену як посухою, так і надмірним випасом. Їх вперше згадує Шаркалішаррі з Аккаду, який переміг їх біля Джебель-Бішрі, але це не завадило сутіям широко розселяються вздовж Євфрату на північний захід, займаючи суміжні області Сирії, де асимілюють місцевий західно-семітський народ еблаїтів, надламаний аккадськими (див. Аккад) походами попереднього століття, після цього на сутіїв і переходить месопотамська назва «амореї» (букв. «західні люди»), як раніше називали саме еблаїтів.
Хоча частково їхні міграції були мирними, що призвело до зростання присутності амореїв у Месопотамії протягом періоду Третьої династії Ура (XXI ст. до н.е.), вони становили загрозу, достатню для того, щоб спонукати царів Ура марно намагатися не допустити їх до Шумеру та Аккаду за допомогою системи укріплень, вздовж краю «гіпсової» пустелі від Євфрату до Тигра, яка була призначена захистити Нижню Месопотамію з півночі, під назвою Мурик-Тіднім («те, що відштовхує Тіднум» (ще одне позначення амореїв)). Але амореї, не намагалися прорватися на південь через укріплену територію, а перейшли Верхню Месопотамію впоперек, із заходу на схід, переправилися через Тигр, потім через Діялу і почали вторгатися на поля Нижньої Месопотамії зі сходу на захід. Таким чином, амореї відіграли певну роль у падінні Третьої династії Ура і скористалися політичним вакуумом, що утворився, щоб захопити практично всі месопотамські міста-держави. 
Протягом ХХ - ХVІІ ст. до н.е. царські династії, які претендували на аморейське походження, домінували на більшій частині Сирії та Месопотамії. Місцеве населення та новоприбульці, очевидно, асимілювалися та реорганізувалися відповідно до племінної системи амореїв, які поділялися на два основні племена – сімалітів («Сини лівих», північна група, до якої належали Зімрі-Лім з Марі) та ямінітів («Сини правих», південна група, до якої належали Шамші-Адад I з Екаллатума та Хаммурапі з Вавилону). Обидва вони були поділені на кілька кланів. Їхнє захоплення Месопотамії можна простежити за допомогою так званої «дзеркальної топоніміки», багато завойованих місць були перейменовані на честь їхньої первісної території: Апум, наприклад, позначав як землю навколо Дамаска, так і землю навколо Шубат-Еліль, столиці Шамші-Адада в Джезіре. Об'єднання Месопотамії під керівництвом Хаммурапі та подальший розвиток подій протягом пізнього старовавилонського періоду призвели до поступового зникнення амореїв як автономної єдиної держави.

## Аморейські царства
На рубежі XXI і XX ст. до н. е. на руїнах держави III династії Уру виникли такі держави:
- Аккадське царство Ісін, яке виникло ще до падіння держави Ура і на перших порах було незаперечним гегемоном у Дворіччі.
- Аккадске царство Ешнунна (хоч в цьому місті тимчасово також правили і амореї). Це царство також виникло ще до падіння Уру.

Трохи пізніше виникли:
- Аморейське царство в Ларсі.
- Аморейське царство в Дері.

На початку XIX ст. до н. е. вожді аморейських племен, наслідуючи правителів Ларси, почали захоплювати один за одним майже всі міста, як в Сирії і Верхній Месопотамії, так і в Південному Дворіччі. Про Верхню Месопотамію поки відомо мало. Можна відмітити тільки міста-держави Марі та Рапікум, які відіграли вагому роль в історії. Нижній Месопотамії нам відомі такі міста, де між 1900 і 1850 рр. до н. е. утворилися самостійні царства з аморейськими династіями:
- По Євфрату на північ від Ісіна і Ніппура виникло царство Сіппар і Кіш, на південь від Ісіна та Ніппура засновано царство Кісура-Шуруппак, ще південніше, пізніше за інших виникло Урук.
- На каналі Аоахту — Вавилон
- На каналі Ме-Енліла — Казаллу-Марад
- По Тигру виникло царство Малгіум
- Тут же знаходилось невідоме незалежне місто — богом-покровителем якого був, як і в Урі — Нанна. Можливо це був Акшак
- По річці Діяла — царство Тутуб

Поряд із цим продовжували існувати царства Ісін, Ларса і Ешнунна.
Але якщо у Верхній Месопотамії багато царств, що здобули незалежність, загалом мали, імовірно, характер міст-держав, то в Нижній Месопотамії, де кожен, хто захопив владу приймав якомога пишніші титули, намагаючись оголосити себе спадкоємцем династій Ісіна та Ура, відбувався безладний поділ країни, і загальна боротьба за владу над нею. Зрозуміло, що в Нижній Месопотамії більшість аморейських царств виявилась неміцними, так царства в Кісурі (створене вождем аморейського племені рабабум) і в Тутубi були зовсім ефемерними, а царства в Сіппарі, Кіші й, скоріш за все, в Малгіумі переходили з рук в руки і були незалежними тільки протягом коротких відрізків часу. Зміцніти вдалось тільки царям Вавилона і частково Казаллу (причому справді сильним став тільки Вавилон.
У 2-й половині XXI ст. до н. е. відбувається велике переселення сутіїв-амореїв, що стало важливим рубежем в історії стародавнього Близького Сходу: вони заселяють всю Месопотамію (де їм вдалось зломити шумеро-аккадську державу 3-ї династії Ура) і Сирію, Зайордання (де Біблія століття опісля згадує їх під іменем «Синів Шета»), вторгаються в Фінікію і Ханаан, піддаючи вогню та мечу багаті міста на своєму шляху. При цьому в Сирії, Зайорданні і частині Ханаана розселились дидани (в тому числі провідне плем'я рапаїти, яке в Біблії має славу великих мудреців і героїв древності), а в Месопотамії жили представники всіх трьох сутійських союзів. У ході настільки широкого розселення ці союзи розпались на окремі незалежні племена, які зберегли тільки загальну пам'ять про своє походження.
У 2-й половині XX — 1-й половині XIX ст. до н. е. аморейські вожді захоплюють владу в Месопотамії і засновують там велику кількість царств (найраніше Ларса в 1932 до н. е., найзнаменитіші Вавилон та Марі в 1895 до н. е.. і бл. 1850 до н. е.; ці три царства контролювали долину Євфрату), згодом об'єднані аморейською  династією Хаммурапі. У XIX ст. до н. е. склалися і два інших великих аморейських царства Ямхад у Сирії зі столицею в Алеппо, і часто, але невірно іменована Староассирійською, держава успішного завойовника Шамші-Адада I (бл. 1810—1780) у Верхній Месопотамії.